# TWiki
TWiki は構造化ウィキの一種であり、連携基盤、ナレッジマネジメントシステム、文書管理システム、知識ベースその他の共有アプリケーションとして使われる。ブログにも使うことができる。ウェブコンテンツはインターネットやイントラネットを通してブラウザだけで共同で作成することができる。TWiki は、プログラミング経験のないユーザーでもウィキアプリケーションを作成でき、プラグインを使って機能を拡張できる。

## 概要
TWiki は他のウィキと同様、共有ホワイトボードとして使うことができる。TWiki はまた単純な（プログラミング不要な）フォームベースのウェブアプリケーション作成にも利用できる。その他にもバージョン管理、細かいアクセス制御（全くアクセス制御しない使い方も可能）、構成変数、可変テキスト、トランスクルージョン、電子メール通知、RSS/Atom、埋め込み型検索、Server Side Includes、ファイルアタッチメントといった機能がある。
TWiki にはプラグインAPIがあり、260ものプラグインがある。データベースとのリンク、グラフ作成、タギング、表のソート、スプレッドシート作成、画像ギャラリー/スライドショーの作成、イラストレーション、ブログ、各種認証スキーマとのインタフェース、エクストリーム・プログラミングプロジェクト管理向け機能などのプラグインがある。
TWiki はテンプレートやテーマ、ユーザー毎のCSS設定によって見た目を変更できる。国際化と地域化（I18N）もよくサポートしており、各種文字セットや UTF-8 URL をサポートし、中国語、チェコ語、オランダ語、フランス語、ドイツ語、イタリア語、日本語、ポーランド語、ポルトガル語、ロシア語、スペイン語、スウェーデン語といった言語でのユーザーインタフェースをサポートしている。
バージョン管理とアクセス制御リストを備えているため、TWiki は特に企業などのサイト（企業向けwiki）に適している（公式サイトによれば、2007年3月現在で約4万のサイトが利用している）。一方、他の機能により、インターネット上のウィキサイトにも使われている（同様に、約2万サイトで使われている）。TWiki はPerlで実装されており、GPL によりフリーかつオープンソースなソフトウェアとしてリリースされている。また、仮想アプライアンスとしても利用可能である。

## 主な機能
- バージョン管理 - アクセス制御設定などのメタデータも含めた完全な履歴
- ユーザーグループ単位の細かいアクセス制御
- 判り易い包括的マークアップ言語
- WYSIWIGエディタ
- TWiki 変数による動的コンテンツ生成
- データベースは不要（テキストファイルとして格納）
- 構造化情報をフォームを使って入力可能
- プログラミング経験がなくてもウィキアプリケーションを作成可能
- 各種プラグインあり
- カスタマイズ可能なサイドバー、トップバー、ボトムバー

## リリース
TWikiを使うには、Perl、GNU diff、GNU grep が必要である。RCS は、Perl による代替品があるので、必須ではない。
括弧内は開発時のコード名を示している。
- 最新版ダウンロード、VMダウンロード、TWiki for Windows Personal ダウンロード
- TWiki-5.0.1 Release (10-Oct-2010)
- TWiki-5.0.0 Release (29-May-2010)
- TWiki-4.1.2 Release (03-Mar-2007) (Edinburgh)
- TWiki-4.0.5 Release (24-Oct-2006) (Dakar)
- TWiki Release 04-Sep-2004 (Cairo)
- TWiki Release 01-Feb-2003 (Beijing)
- TWiki Release 01-Dec-2001 (Athens)
- TWiki Release 01-Sep-2001
- TWiki Release 01-Dec-2000
- TWiki Release 01-May-2000

詳しくは公式サイト（外部リンク）参照。

## TWiki.org コミュニティウィキ
twiki.org のコミュニティウィキには TWiki とウィキ全般に関する約5万のページがある。
- Codev web: ウィキ技術とTWikiエンジン開発
- TWiki web: TWikiソフトウェアに関する文書
- Plugins web: TWiki拡張（プラグイン、アドオン、スキン、コード寄贈）のリストとパッケージ
- Support web: TWikiユーザーやアドミニストレータのためのサポート

## TWiki を使っている主な公共サイト
- CERN Webs - CERN研究所
- Java.net - Java開発者向けオンライン百科事典
- Biowiki - カリフォルニア大学バークレー校での計算生物学プロジェクト
- IntelliJ Community Wiki - 開発者向けウィキ
- BEAs dev2dev wiki - 開発者向けウィキ